# Simon Plouffe
Simon Plouffe, född 11 juni 1956 i St-Jovite, Québec, är en kanadensisk matematiker. Han är främst känd för att 1995 ha upptäckt den första BBP-formeln för π, som gör det möjligt att beräkna en godtycklig siffra i talets binära representation utan att beräkna de föregående siffrorna. Redan 1975 slog han världsrekord genom att memorera 4 096 decimaler av π, ett rekord som stod sig i två år.
Plouffe sammanställde 1995 tillsammans med Neil Sloane boken Encyclopedia of Integer Sequences, en föregångare till det webbaserade Nätuppslagsverket över heltalsföljder. Han är även redaktör för Journal of Integer Sequences och har skapat Plouffe's Inverter, en sökbar tabell över 200 miljoner matematiska konstanter som kan nås över webben.